# Wiesbaden-Rheingauviertel
Rheingauviertel is een stadsdeel van Wiesbaden. Het ligt in het centrum van deze stad. Met ongeveer 20.000 inwoners is Rheingauviertel een van de grotere stadsdelen van Wiesbaden. In het Rheingauviertel, bevindt zich een groot aantal gebouwen uit de "Gründerzeit".